# Carinascincus ocellatus
Niveoscincus ocellatus är en ödleart som beskrevs av  Gray 1845. Niveoscincus ocellatus ingår i släktet Niveoscincus och familjen skinkar. Inga underarter finns listade i Catalogue of Life.